# Marlene Favela
Marlene Favela született: Silvia Marlene Favela Meraz (Santiago Papasquiaro, Durango, Mexikó, 1976. augusztus 5.) mexikói színésznő.

## Élete és pályafutása
Mexikói, spanyol és libanoni származású. A maga 176 centiméterével és gyönyörű alakjával hamar a fotósok kedvencévé vált, kezdetben mint sok más társa, modellként dolgozott. Azonban Marlene többre vágyott, és beiratkozott a Televisa színészképző szakára. Első szerepét 1999-ben kapta Emilio Larossa producertől a Mujeres engañadas című telenovellában, itt Letíciát alakította. Ezek után sorra jöttek a szerepek, Por tu amor - Szeretni bolondulásig (1999), Infierno en el paraíso (1999), DKA Suenos de Juventud (1999), La casa en la playa - Villa Acapulco (2000), Carita de ángel (2000). A sok mellékszerep után végre eljött Marlene Favela ideje, ugyanis megkapta Lupita szerepét a 2001-es La intrusa - A betolakodó című telenovellában. Ezzel a szereppel lett igazán ismert Mexikóban, a kritikusok áradoztak a tehetségéről. Ezért is történhetett, hogy 2002-ben Salvador Mejia Alendre producer egy fontos szerepet ajánlott Marlenének az akkor induló Entre el amor y el odio című sorozatában. A forgatások alig zajlottak, de megérkezett Marlene nagy lehetősége, Alfredo Swartzh producer, aki a Locura de amort is jegyzi, és új telenovella előkészületeihez látott hozzá: a nagy sikerű Marimart akarta újjáéleszteni. Úgy döntött, a szabadszájú főhősnő szerepét Marlenének adja. Így 2002 közepén Marlene az Egyesült Államokba utazott hogy eljátssza Rosaura Rios szerepét a Gata Salvaje (Vadmacska) címre keresztelt sorozatban. Ezzel a szereppel Marlene nemzetközi ismertségre tett szert, sok országba exportálják még most is, Európában többek között Magyarország, Szlovákia, Csehszlovákia, Szlovénia és Szerbia is bemutatta a sorozatot. A nagy sikerre való tekintettel a forgatások elhúzódtak, így 252 részesre duzzadt a telenovella, és 2003-ban fejeződött be a forgatás. Marlene nem tétlenkedett, visszatért Mexikóba, hogy a Velo de novia című telenovellában eljátsszon egy fontos mellékszerepet. Bár Ángeles Villaseñor hamar meghal a történetben, mégis fontos a főhősök szerelmének kibontakozásában. 2004-ben szerepet kapott a Rubí, az elbűvölő szörnyeteg című telenovellában, ahol Sebastián Rullit próbálta elcsábítani. Ez ott ugyan nem sikerült, de 2005-ben megkapta a Televisától az első főszerepét a Contra viento y marea (A Vadmacska új élete) című telenovellában, ahol a partnere nem más, mint Sebastian Rulli. Ez a telenovella is nagy sikert hozott Marlenének. A lapok kikiáltották Adela Noriega utódjának. Sokak szerint ha tehetségben nem is, de külsőleg nagyon hasonlít Adelára. Marlene a magánéletéről ritkán nyilatkozik, igyekszik eltitkolni azt. 2006-ban a Televisa és a Telemundo közös telenovella előkészületeibe kezdett, és ennek a főszerepét Christian Meierre és Marlene Favelára bízták. Így a misztikus Zorro (Zorro: La espada y la rosa) forgatása 2006 novemberében elkezdődött, és 2007-ben debütálva nagy sikert is aratott a sorozat.
Marlene az egyik legismertebb mexikói színésznő Görögországban, ahol három telenovelláját is (Gata Salvaje, Rubí, az elbűvölő szörnyeteg és Contra viento y marea) vetítik.

## Filmográfia

### Telenovellák
| Év        | Cím                                            | Szerep                                       | Magyar hang                                              | TV stúdió  |
| --------- | ---------------------------------------------- | -------------------------------------------- | -------------------------------------------------------- | ---------- |
| 2025      | Me atrevo a amarte                             | Deborah Méndez                               |                                                          |            |
| 2023      | El maleficio                                   | Beatriz Almazán                              |                                                          | Televisa   |
| 2023      | Amores que engañan                             | Fabiola                                      |                                                          |            |
| 2023      | Leona bosszúja (El amor invencible)            | Columba Villareal                            | Pap Kati                                                 | Televisa   |
| 2021      | La desalmada                                   | Leticia Lagos de Toscano                     |                                                          | Televisa   |
| 2015      | Szeretned kell! (Pasión y poder)               | Nina Pérez de Montenegro                     | Pap Kati                                                 | Televisa   |
| 2014      | El Señor de los Cielos                         | Victoria Narváez 'La Gober'                  |                                                          | Telemundo  |
| 2012      | Utolsó vérig (El rostro de la venganza)        | Alicia Ferrer / Eva Samaniego / Eva Alvarado | Sipos Eszter Anna                                        | Telemundo  |
| 2011      | Csók és csata (Corazón Apasionado)             | Patricia Campos Miranda                      | Pap Kati                                                 | Venevisión |
| 2011      | A del Monte örökösök (Los Herederos del Monte) | Paula del Monte                              | Nagy Katica                                              | Telemundo  |
| 2007      | Amor sin maquillaje                            | Josefina 'Pina' Cárdenas                     |                                                          | Televisa   |
| 2007      | Zorro (Zorro: La Espada y la Rosa)             | Esmeralda Sánchez de Moncada                 | Pap Kati                                                 | Telemundo  |
| 2005      | A Vadmacska új élete (Contra viento y marea)   | Natalia Ríos                                 | Kéri Kitty                                               | Televisa   |
| 2004      | Rubí, az elbűvölő szörnyeteg (Rubí)            | Sonia Chavaría Gonzáles                      | Pap Kati                                                 | Televisa   |
| 2003      | Velo de Novia                                  | Angeles Villaseñor                           |                                                          | Televisa   |
| 2002-2003 | Vadmacska (Gata Salvaje)                       | Rosaura Rios Olivares                        | Kéri Kitty (1. szinkron) Sipos Eszter Anna (2. szinkron) | Venevisión |
| 2002      | Entre el amor y odio                           | Cecilia                                      |                                                          | Televisa   |
| 2001      | A betolakodó (La intrusa)                      | Guadalupe 'Lupita' Rosas                     | Oláh Orsolya                                             | Televisa   |
| 2000      | Carita de Ángel                                | Ámbar Ferrer                                 |                                                          | Televisa   |
| 2000      | Villa Acapulco (La casa en la playa)           | Malena                                       |                                                          | Televisa   |
| 1999      | Mujeres engañadas                              | Leticia                                      |                                                          | Televisa   |
| 1999      | Infierno en el paraíso                         | Patricia                                     |                                                          | Televisa   |
| 1999      | Szeretni bolondulásig (Por tu amor)            | Mónica                                       |                                                          | Televisa   |
| 1999      | DKDA: Sueños en juventud                       | Gina                                         |                                                          | Televisa   |
| 1998      | Asi es la Vida                                 | Mariana                                      |                                                          | Televisa   |
| 1997      | A Todo Corazón                                 | Monica                                       |                                                          | Televisa   |
| 1997      | Maria Isabel                                   | Patricia                                     |                                                          | Televisa   |
| 1995      | Maria José                                     | Deborah                                      |                                                          | Televisa   |

### Sorozatok
- 2006: Ki ez a lány? (Ugly Betty)  - Esmeralda és testvére, Eve
- 2001: Navidad sin fin  - Cuquis

### Filmek
- 2008: Playball
- 2007: A lény 4. - Az ébredés (Species - The Awakening)  - Azura